# جوناثان كلاي
جوناثان كلاي (بالإنجليزية: Jonathan Clay) مواليد 26 يونيو 1963 في ليدز، غرب يوركشير، هو دراج إنجليزي سابق. سبق أن شارك في دورة الألعاب الأولمبية الصيفية وفاز بميدالية أولمبية. حقق أيضا ميدالية في دورة ألعاب الكومنولث.

## روابط خارجية
- جوناثان كلاي على موقع أرشيف الدراجات (الإنجليزية)
- جوناثان كلاي على موقع أوليمبيديا (الإنجليزية)
- جوناثان كلاي على موقع اتحاد ألعاب الكومنولث (مؤرشف) (الإنجليزية)